# L'amore all'improvviso
L'amore all'improvviso (What's Up, Scarlet?) è un film del 2005 diretto da Anthony Caldarella, presentato a vari festival di cinema a tematica gay/lesbica.
Protagonisti del film sono Susan Priver, Sally Kirkland, Musetta Vander e Jere Burns. In Italia è andato in onda per la prima volta sul canale Sky il 6 aprile 2007.

## Trama
L'incontro tra Scarlet, una donna infelice che vive all'ombra della madre autoritaria e Sabrina, un'attrice che non riesce a far decollare la sua carriera. Ben presto tra le due nasce qualcosa di più di una semplice amicizia.